# 淺海小鮋
淺海小鮋（学名：Scorpaenodes littoralis）、石狗公仔，是輻鰭魚綱鮋形目鮋科的一種。分布于印度至西太平洋、台湾岛等。该物种的模式产地在日本。

## 深度
水深1~40公尺。

## 特徵
本魚身體暗紅色，有5條不甚明顯之暗色橫帶，各鰭紅色而有不規則的暗色斑點，背鰭硬棘部有2~3縱列白色斑點，前鰓蓋後方有一大型黑斑，眼外圍有四個輻射狀黑斑。眼眶下稜脊有棘3枚。背鰭棘13，軟條數9，胸鰭軟條17～19。體長可達30公分。鰭上硬棘有毒，需小心。

## 生態
棲息在沿岸岩礁區，游泳慢，常常停在礁石上。屬肉食性，以魚類、甲殼類為食。

## 經濟利用
為食用性魚類，小魚可飼養作觀賞魚。可作薑絲煮清湯；或味增湯。